# Понтонски мост (Нови Сад)
Понтонски мост, познат и као Хагенов мост, назив за дрвене понтонске мостове који су постављани од 1788. до 1918. године. Састојао се од неколико понтона који су се на средини раздвајали због проласка бродова.

## Историја
Понтонски мостови почели су да спајају дунавске обале још крајем 17. века. Први стални понтонски мост датира у 1788. Добио је име по официру, барону фон Хагену, који је пројектовао мост по угледу на сличан из Манхајма. Од пролећа до јесени спајао је обе обале, а пре појаве првог леда мост се демонтирао и чувао у зимовању. По средини је имао покретни део, који је уклањан приликом проласка бродова. Ноћу су га осветљавали прилично штедљиви фењери. Мост није имао пешачке стазе, али је био довољно широк да се мимоиђу двоје кола. Понтони су прављени од храстовине. Колски товар се наплаћивао, док се све што се носило у рукама и на рамену није наплаћивало. Новосађани и Петроварадинци били су ослобођени од плаћања мостарине. Мост је био дуг 420 корака и сваке године се церемонијално отварао. Прво су се руковали градоначелник Новог Сада и командант петроварадинске тврђаве. 
Понтон су постављали војници понтонеријске јединицe у Петроварадину, на чијем челу су (понекад) били странци; Французи, Белгијанци и Енглези.
Мост је коначно склоњен 1918. године због почетка радова на изградњи Моста краљевића Томислава.